# Daglignettet
Daglignettet er et gratis  e-læringskursus i informationssøgning for begyndere og let øvede. 
Der arbejdes med at udvalg af hjemmesider, som det er nyttigt at have kendskab til og anvendelsen af disse. 
Der er frit valg, i hvilken rækkefølge man vil arbejde med de stillede spørgsmål, og hvor mange spørgsmål man vil svare på.
Det er muligt at teste sig selv i fire små sjove quizzer: Nethajen, Livsnyderen, Demokraten og Sporhunden.
Daglignettet er en del af projektet Net Timen er finansieret af Biblioteksstyrelsen og udviklet af Helsingør Kommunes Biblioteker.